# Convenção de Prüm
A Convenção de Prüm (imprecisamente conhecida como Acordo de Schengen III) é um tratado de aplicação da lei que foi assinado em 27 de maio de 2005 pela Áustria, Bélgica, França, Alemanha, Luxemburgo, Países Baixos e Espanha na cidade de Prüm na Alemanha, e que está aberto a todos os estados-membros da União Europeia, 14 dos quais são atualmente partes.
O tratado foi baseado numa iniciativa do então ministro alemão Otto Schily de meados de 2003. Os elementos essenciais da convenção foram retomados pela Decisão 2008/615/JAI do Conselho da UE, de 23 de junho de 2008, relativa ao reforço da cooperação transfronteiriça, nomeadamente no combate ao terrorismo e à criminalidade transfronteiriça.
O nome completo do tratado é Convenção entre o Reino da Bélgica, a República Federal da Alemanha, o Reino de Espanha, a República Francesa, o Grão-Ducado do Luxemburgo, o Reino dos Países Baixos e a República da Áustria sobre a intensificação da cooperação transfronteiriça, nomeadamente no combate ao terrorismo, à criminalidade transfronteiriça e à migração ilegal.

## Conteúdo da Convenção
A Convenção foi adotada para permitir que os signatários troquem dados sobre ADN (DNA), impressões digitais e registo de veículos das pessoas envolvidas e cooperem contra o terrorismo. Ela também contém disposições para o envio de xerifes do céu (sky marshals) armados em voos entre os estados signatários, patrulhas policiais conjuntas, entrada de forças policiais (armadas) no território de outro estado para a prevenção de perigo imediato (perseguição a quente) e cooperação em caso de eventos de massa ou desastres. Além disso, um agente de polícia responsável por uma operação num estado pode, em princípio, decidir até que ponto as forças policiais dos outros estados que participaram na operação podem usar as suas armas ou exercer outros poderes.

## Relação com a União Europeia
A Convenção foi adotada fora do quadro da União Europeia (e o seu mecanismo de cooperação reforçada), mas afirma que está aberta à adesão de qualquer estado-membro da União Europeia e que:
Além disso, o texto da Convenção e os seus anexos foram distribuídos em 7 de julho de 2005 entre as delegações do Conselho da União Europeia.
Algumas das disposições da Convenção, que se enquadram no antigo terceiro pilar da UE, foram posteriormente incorporadas às disposições de cooperação policial e judiciária do direito da União Europeia por uma Decisão do Conselho de 2008, habitualmente referida como a Decisão Prüm. Prevê a Cooperação Policial em matéria penal, principalmente relacionada com a troca de dados de impressões digitais, ADN (ambos numa base hit no-hit) e registo do proprietário do veículo (acesso direto através do sistema EUCARIS). As disposições relativas ao intercâmbio de dados foram implementadas em 2012. As restantes disposições da Convenção abrangidas pelo antigo terceiro pilar estão a ser adotadas para o direito da UE.

### Prüm II
Anunciado na primavera de 2021, o Prüm II visa expandir a quantidade de informações que podem ser compartilhadas, incluindo potencialmente fotografias e informações da carta de condução, o que levanta preocupações em relação ao reconhecimento facial, em particular no que diz respeito ao uso de fotografias existentes, como as fotografias de rosto (mugshot) arquivadas pelas autoridade policiais, em relação a fotografias recém-recolhidas como nas câmaras de CFTV.

## Partes da convenção
Os estados que ratificaram a convenção são:
| Parte Contratante | Data de assinatura | Data de depósito de instrumento de ratificação ou adesão | Entrada em vigor       |
| ----------------- | ------------------ | -------------------------------------------------------- | ---------------------- |
| Áustria           | 27 de maio de 2005 | 21 de junho de 2006                                      | 1 de novemrbo de 2006  |
| Bélgica           | 27 de maio de 2005 | 5 de fevereiro de 2007                                   | 6 de maio de 2007      |
| Bulgária          | -                  | 25 de maio de 2009                                       | 23 de agosto de 2009   |
| Estónia           | -                  | 23 de setembro de 2008                                   | 22 de dezembro de 2008 |
| Finlândia         | -                  | 19 de março de 2007                                      | 17 de junho de 2007    |
| França            | 27 de maio de 2005 | 2 de outubro de 2007                                     | 31 de dezembro de 2007 |
| Alemanha          | 27 de maio de 2005 | 25 de agosto de 2006                                     | 23 de novembro de 2006 |
| Hungria           | -                  | 16 de outubro de 2007                                    | 14 de janeiro de 2008  |
| Luxemburgo        | 27 de maio de 2005 | 8 de fevereiro de 2007                                   | 9 de maio de 2007      |
| Países Baixos     | 27 de maio de 2005 | 20 de fevereiro de 2008                                  | 20 de maio de 2008     |
| Roménia           | -                  | 3 de dezembro de 2008                                    | 3 de março de 2009     |
| Eslováquia        | -                  | 27 de fevereiro de 2009                                  | 28 de maio de 2009     |
| Eslovénia         | -                  | 10 de maio de 2007                                       | 8 de agosto de 2007    |
| Espanha           | 27 de maio de 2005 | 3 de agosto de 2006                                      | 1 de novembro de 2006  |

O Senado neerlandês ratificou o tratado sem votação.
A Grécia, a Itália, Portugal e a Suécia notificaram o Conselho da União Europeia da sua vontade de aderir à Convenção de Prüm.
Embora as Decisões fossem originalmente aplicáveis a todos os estados-membros da UE, o Reino Unido posteriormente exerceu o seu direito de derrogação (opt-out), isto é, de optar por não participar delas, a partir de 1 de dezembro de 2014. No entanto, o Reino Unido comprometeu-se a avaliar a sua participação futura e a tomar uma decisão até 31 de dezembro de 2015 sobre a possibilidade de voltar a aderir às Decisões. Em 22 de janeiro de 2016, o Reino Unido notificou a UE do seu desejo de retomar a participação nas Decisões de Prüm, que foi aprovada pela Comissão em 20 de maio de 2016.
A Noruega e a Islândia assinaram um tratado com a UE em 2009 para aplicar certas disposições das Decisões. A Noruega ratificou o acordo e a sua participação entrou em vigor em 1 de dezembro de 2020, enquanto a Islândia ainda não o tinha ratificado em outubro de 2020. A Dinamarca, a Irlanda e o Reino Unido optaram por derrogar (opt-out) a decisão do Conselho que aprova o acordo com a Noruega e a Islândia. Embora a Irlanda e o Reino Unido tenham optado por aderir, o acordo não se aplica à Dinamarca. O Conselho da União Europeia autorizou o lançamento de negociações com a Suíça e o Liechtenstein sobre a sua participação no regime de Prüm em junho de 2016. Propostas para concluir os acordos com cada estado foram apresentadas pela Comissão Europeia em janeiro de 2019. A Irlanda e o Reino Unido optaram novamente por participar no acordo. Os acordos foram assinados em 27 de junho de 2019. Em 23 de junho de 2016, o Reino Unido votou pela saída da UE. Após a conclusão das negociações de retirada, o Reino Unido saiu da UE em 31 de janeiro de 2020.